# Neptun-Wüste
Eine neptunische Wüste wird als die Region um einen Stern (mit einer Umlaufzeit von < 2–4 Erdtage) definiert, in der keine Exoplaneten in der Größe des Neptun (> 0,1 Jupitermasse) beobachtet wurden. Diese Bezeichnung wird auch dann noch weiter verwendet, wenn erstmals Exoplaneten in einer neptunischen Wüste gefunden wurden.
Neptunische Wüsten werden von ihrem Stern stark bestrahlt, was bedeutet, dass die in ihnen verborgenen Planeten ihre gasförmige Atmosphäre nicht behalten, da diese verdampft und nur einen felsigen Kern (Chthonischer Planet) hinterlässt. Doch konnten bereits Planeten mit Atmosphären beobachtet werden, bei der die Kriterien einer neptunischen Wüste zutrafen.
Die physikalischen Mechanismen, die zur beobachteten neptunischen Wüste führen, sind (Stand Juni 2020) nicht bekannt; es wird jedoch vermutet, dass sie auf einen anderen Bildungsmechanismus für kurzperiodische Supererden und Gasplaneten zurückzuführen sind, ähnlich den Gründen für Wüsten Brauner Zwerge.